# Aastrup Kirke
 For alternative betydninger, se Åstrup Kirke. (Se også artikler, som begynder med Åstrup Kirke)
Aastrup Kirke er en kirke i landsbyen Åstrup på Falster.
Kirken består af et kor, skib opført mellem 1175-1250 samt et kirketårn og et våbenhus, der begge er fra første del af 1500-tallet. Kirken er rødkalket med hvide detaljer. Kirken er den lyseste rødkalket kirke på Falster og Østlolland. Så mange kalder det for en lyserød kirke.  

## Invetar
Inde i kirken er der kalkmalerier, der tilskrives Elmelundemesteren, som var aktiv omkring år 1500.
Kirkens døbefonter dens ældste del, som er lavet af gotlandsk kalksten fra 1300-tallet.
Prædikestolen er fra ca. 1640’erne og udført af den lokale snedkermester Jørgen Billedsnider, som også har lavet prædikestolen i Toreby Kirke. Kirkens altertavle er et stort maleri forestillende Kristus i Emmaus, malet af Fritz Westphal i 1838. Og kirkebænkene er fra 1800-tallet

## Galleri
- Døbefonten
- Kirkerummet
- Prædikestolen
- Alteret

## Eksterne kilder og henvisninger
- Wikimedia Commons har flere filer relateret til Aastrup Kirke
- Aastrup Kirke Arkiveret 30. januar 2011 hos  Wayback Machine på nordenskirker.dk
- Aastrup Kirke på KortTilKirken.dk
- Aastrup Kirke på danmarkskirker.natmus.dk (Danmarks Kirker, Nationalmuseet)